# Renate Groenewold
Renate Groenewold, född den 8 oktober 1976 i Veendam, Nederländerna, är en nederländsk skridskoåkare.
Hon tog OS-silver på damernas 3 000 meter i samband med de olympiska skridskotävlingarna 2002 i Salt Lake City.
Därefter tog hon OS-silver igen på samma distans i samband med de olympiska skridskotävlingarna 2006 i Turin.